# Justin Smith Morrill

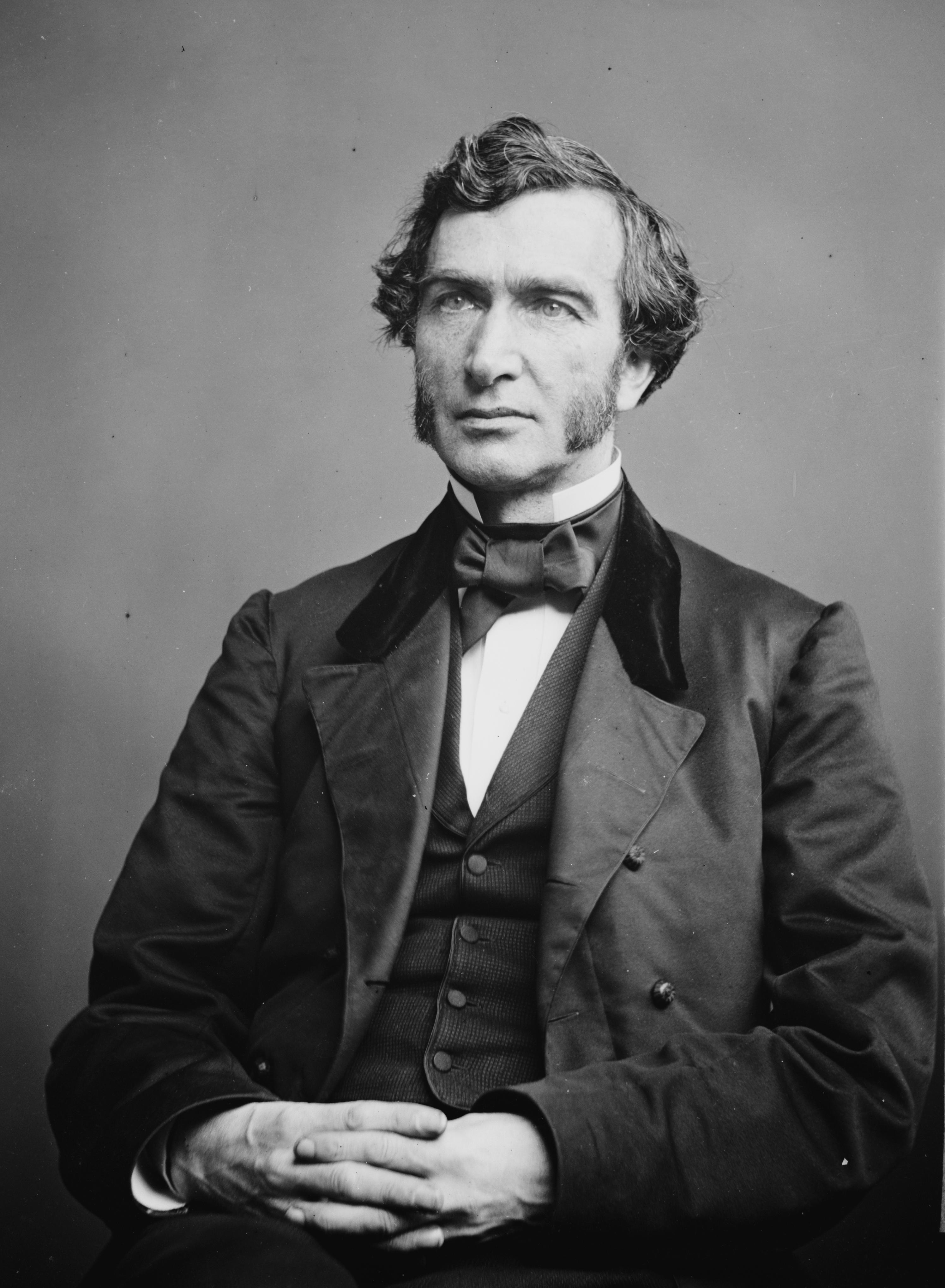
Justin Smith Morrill

Justin Smith Morrill (* 14. April 1810 in Strafford, Vermont; † 28. Dezember 1898 in Washington, D.C.) war ein US-amerikanischer Politiker der Republikanischen Partei. Zwischen 1855 und 1867 vertrat er den US-Bundesstaat Vermont im US-Repräsentantenhaus. Von 1867 bis zu seinem Tod saß er für Vermont im US-Senat.

## Leben
Morrill wurde in Strafford geboren. Dort besuchte er die öffentlichen Schulen. Morrill bereitete sich auf seine Aufgabe als Handelsschreiber vor. Er war in seiner Geburtsstadt sowie in Portland in Maine tätig. Bereits zu dieser Zeit übernahm er erste öffentliche Ämter, so zum Beispiel als Friedensrichter. Portus Baxter heiratete eine Tochter von Morrills Geschäftspartner, worauf sich zwischen Baxter und Morrill eine tiefe Freundschaft entwickelte. Morrill investierte klug in Banken und Immobiliengeschäfte, woraufhin er sich mit knapp 30 Jahren aus dem aktiven Geschäft zurückzog und fortan als Farmer lebte. Zu dieser Zeit wurde er Mitglied der Whig Party. Dort wurde er Vorsitzender der Partei im Orange County.
1854 kandidierte Morrill erfolgreich als Mitglied der Whigs für einen Sitz im US-Repräsentantenhaus. Als Mitbegründer der Republikanischen Partei wurde er anschließend fünfmal wiedergewählt. Während seiner Amtszeit im Repräsentantenhaus war er unter anderem Vorsitzender des Committee on Ways and Means. Von 1863 bis zu seinem Wechsel in den Senat, also im 38. und 39. Kongress, war er der erste Vorsitzende der House Republican Conference, der republikanischen Fraktion im Repräsentantenhaus. 1866 kandidierte Morrill dann erfolgreich für einen Sitz im US-Senat. Die Wiederwahl gelang ihm fünfmal. Im Senat war er unter anderem Vorsitzender des United States Senate Committee on Public Buildings and Grounds sowie dreimal des United States Senate Committee on Finance. Während seiner insgesamt knapp 44-jährigen Zugehörigkeit zum US-Kongress war er an mehreren bedeutenden Gesetzesvorhaben beteiligt, so zum Beispiel am Morrill Tariff sowie am Morrill Anti-Bigamy Act.
1851 heiratete Morrill Ruth Barrell Swan. Gemeinsam hatten beide zwei Söhne. Sein Wohnsitz Justin Smith Morrill Homestead ist seit 1960 als National Historic Landmark verzeichnet. Morrill starb 1898 im Amt in der Bundeshauptstadt Washington, D.C. Er wurde auf dem Strafford Cemetery in seiner Geburtsstadt beigesetzt.